# Grand Slam

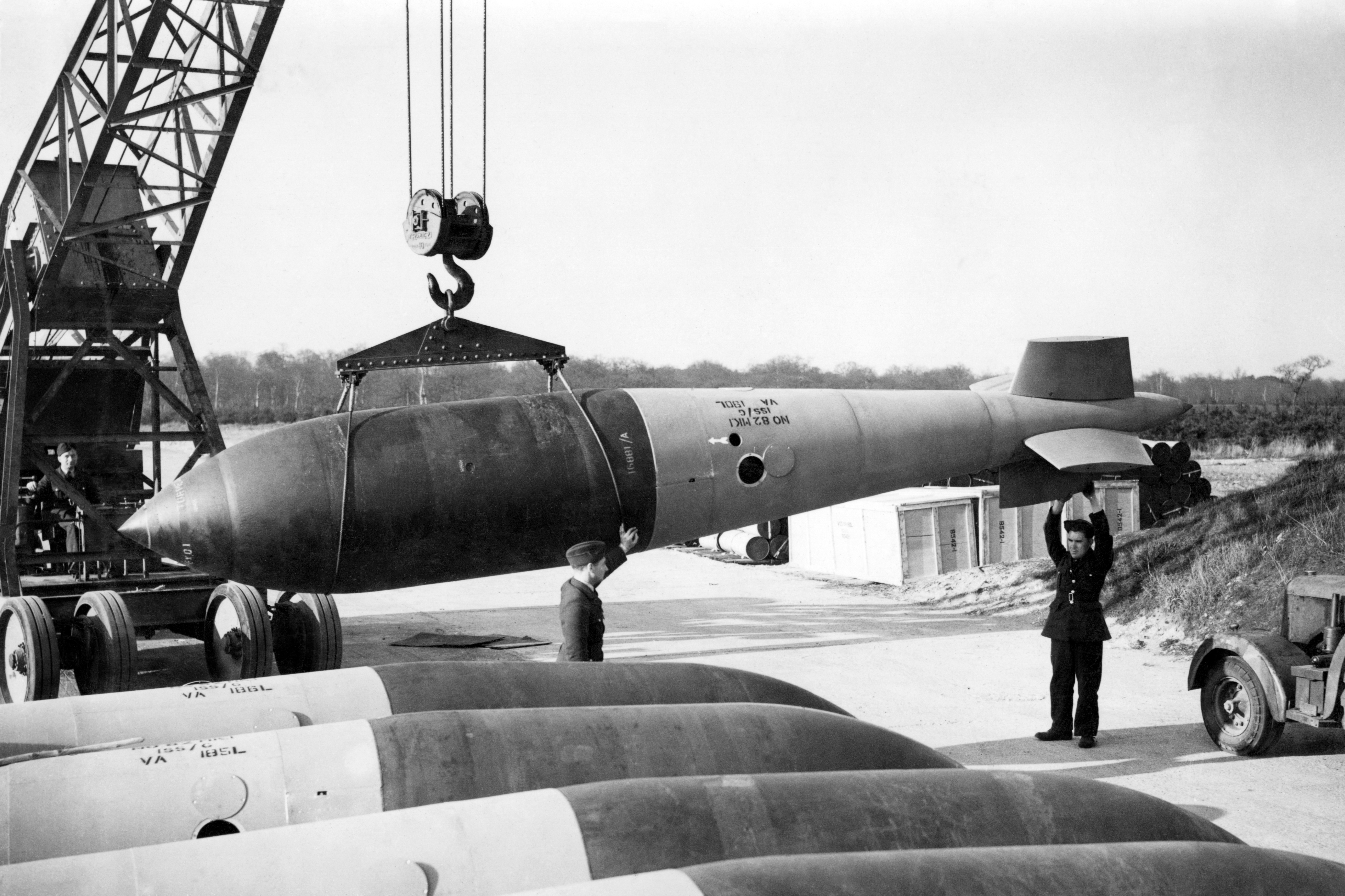
Bomba Grand Slam

Grand Slam – bomba burząca zbudowana przez Brytyjczyków pod koniec 1944 roku. Zaprojektowana przez inżyniera aeronautyki Barnesa Wallisa. Była rozwojową wersją bomby Tallboy. Ważyła 9979 kg (22 000 funtów) i została użyta 41 razy podczas II wojny światowej. Po raz pierwszy 14 marca 1945 roku przeciwko wiaduktowi w Bielefeld.
Jedynym samolotem, który mógł unieść tak ciężką bombę był Avro Lancaster w wersji B. Mk I (Special).